# حور أزغب الثمر
حور أزغب الثمر (الاسم العلمي:Populus lasiocarpa) هو نوع من النباتات يتبع جنس الحور من الفصيلة الصفصافية.

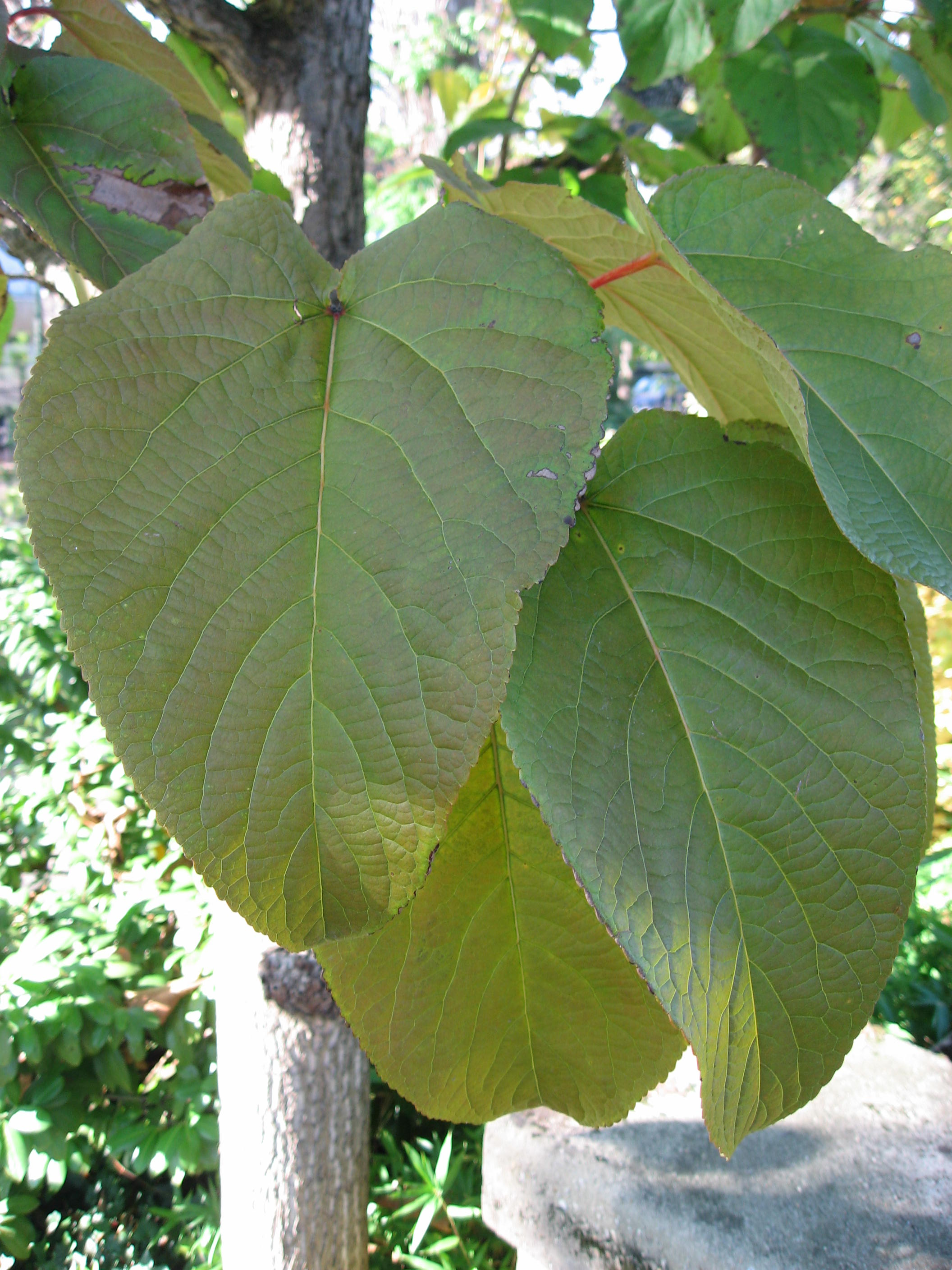
The leaves of P. lasiocarpa
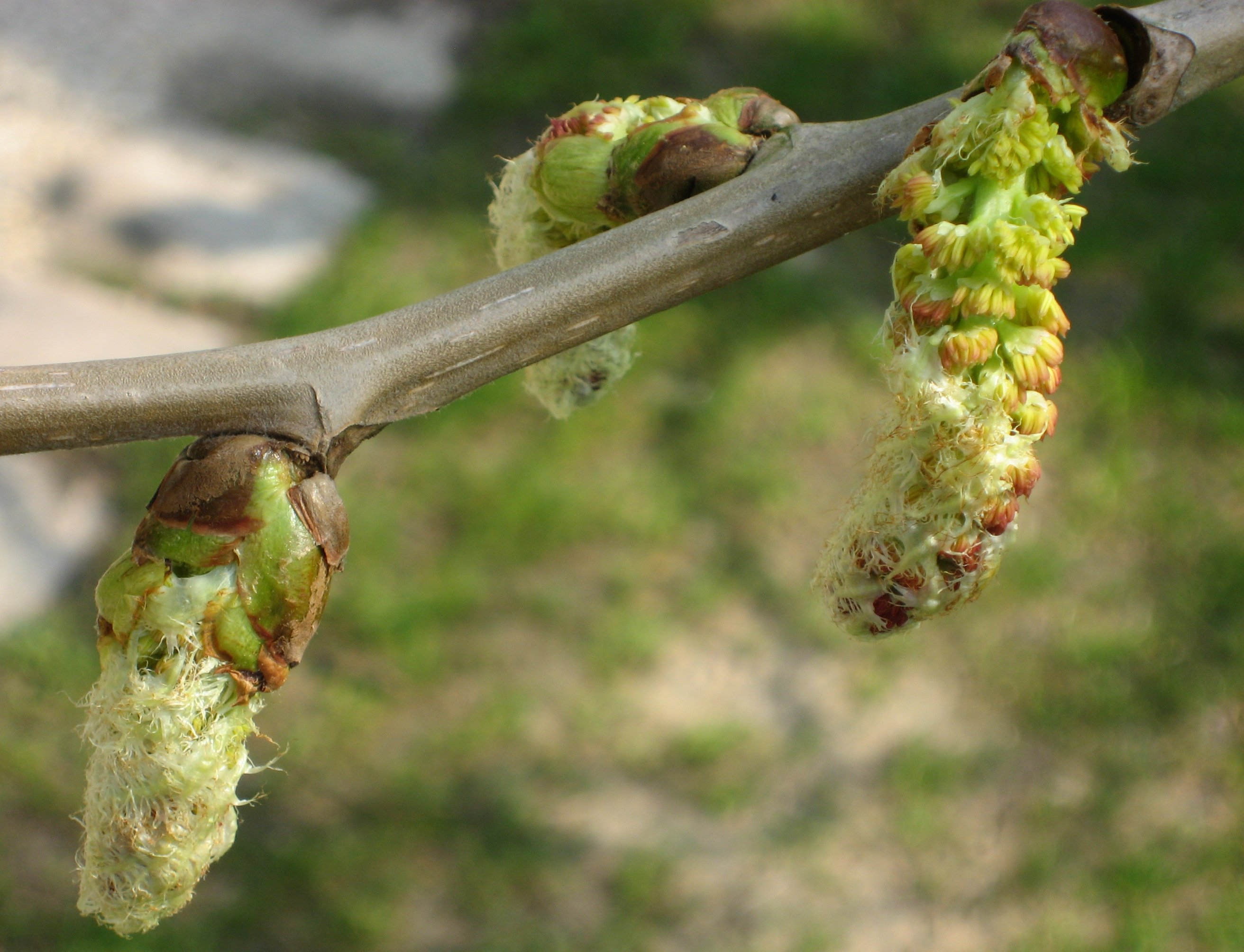
Male catkins